# Bulbophyllum cuneatum
Bulbophyllum cuneatum là một loài phong lan thuộc chi Bulbophyllum.